# Мічурінська сільська рада (Акбулацький район)
Мічу́рінська сільська рада (рос. Мичуринский сельский совет) — сільське поселення у складі Акбулацького району Оренбурзької області Росії.
Адміністративний центр — село Покровка.

## Населення
Населення — 800 осіб (2019; 862 в 2010, 1121 у 2002).

## Склад
До складу сільської ради входять:
| Населений пункт       | Населення, осіб (2002) | Населення, осіб (2010) |
| --------------------- | ---------------------- | ---------------------- |
| 28 км, селище         | 35                     | 20                     |
| Бікмурзино, селище    | 222                    | 156                    |
| Кужунтай, селище      | 186                    | 156                    |
| Міловий Завод, селище | 210                    | 141                    |
| Покровка, село        | 468                    | 389                    |